# Sant Francesc de Formentera
Sant Francesc de Formentera (spanisch San Francisco) ist ein Ort auf der spanischen Baleareninsel Formentera. Manchmal wird er nach der ihn prägenden Kirche auch Sant Francesc Xavier (spanisch San Francisco Javier) genannt. 2011 lebten 1253 Einwohner im Ortskern und weitere 1701 in der Umgebung. Politisch bilden alle Ortschaften Formenteras eine einzige Gemeinde. Sant Francesc ist das Verwaltungszentrum des Gemeindebezirks (Municipio) Formentera; hier befinden sich das Rathaus, die Hauptpost und die Polizeistation. Nur etwa drei Kilometer vom Stadtkern Sant Francesc Xaviers entfernt befindet sich der Hafen La Savina.
In der Innenstadt von Sant Francesc Xavier gibt es gute Einkaufsmöglichkeiten und Restaurants. Außerdem findet hier während der Saison täglich auch ein Kunstmarkt (Hippiemarkt) statt. Das Angebot reicht von diversem Schmuck über Wolle bis hin zu Kleidung.

## Sehenswürdigkeiten
- Wehrkirche Sant Francesc Xavier aus dem 18. Jahrhundert
- Kapelle Sa Tanca Vella aus dem 14. Jahrhundert
- Ethnologisches Museum (Museu Etnològic)
- Hafen La Savina
- Kirche Sant Francesc

## Feste
- 25. Juli: Fest des Inselpatrons, des Apostels Jakobus (Festa de Sant Jaume)
- 3. Dezember: Patronatsfest (Festa de Sant Francesc)